# نورت برنچ (نیوجرسی)
نورت برنچ (به انگلیسی: North Branch) یک منطقهٔ مسکونی در ایالات متحده آمریکا است که در برانچبورگ، نیوجرسی واقع شده‌است.